# Alejandro Plaz
Alejandro Plaz Castillo (Caracas, Venezuela, 2 de diciembre de 1955) es el fundador de la asociación civil voluntaria Súmate. Plaz es un ingeniero eléctrico y un consultor con tres magísteres, dos de Stanford University, y fue socio de McKinsey & Company en Latinoamérica antes de retirarse para cofundar Súmate con María Corina Machado.

## Educación y carrera
Plaz atendió al Colegio de San Agustín y se graduó de bachillerato en el Colegio La Salle La Colina. En 1977 se graduó con un título en ingeniería eléctrica de la Universidad Simón Bolívar en Caracas. Después de trabajar por dos años se fue a Estados Unidos, donde permaneció por cuatro años en los que se graduó con un magíster en ingeniería eléctrica en Georgia Tech, un magíster en Stanford University en ingeniería industrial y un segundo magíster en Stanford en investigación de operaciones. Regresó a Venezuela a los 26 años, donde obtuvo un trabajo en consultora McKinsey & Company, donde trabajó por 23 años.
Después de trabajar por 20 años con McKinsey, a Plaz se le ofreció un año sabático, tiempo que usó para cofundar Súmate, una organización civil venezolana que monitorea elecciones. Poco después empezó a dedicar la mayoría de su tiempo a ella.

## Trabajo en Súmate
Plaz sostiene que Súmate no es una organización política, sino un grupo de profesionales como ingenieros y técnicos enfocados en resultados concretos y en una democracia efectiva. Plaz y otros miembros de Súmate fueron imputados con traición y conspiración por recibir una donación de 31 000$ de la Fundación Nacional para la Democracia. El juicio fue suspendido en febrero de 2006 por violaciones al debido proceso por el juez, y ha sido pospuesto numerosas veces.